# August Winnefeld
August Winnefeld (* 24. August 1877 in Negenborn; † 10. September 1947 in Wattenscheid) war ein deutscher Politiker der Deutschen Volkspartei.

## Leben und Beruf
August Winnefeld, der evangelischen Glaubens war, besuchte die Volksschule im braunschweigischen Negenborn. Danach absolvierte er bis 1894 eine Lehre zum Steinmetz. Anschließend ging er als Bergmann nach Günnigfeld in Westfalen. Er war Mitglied des Gewerkvereins christlicher Bergarbeiter und Vorsitzender einer Ortsgruppe der Gewerkschaft.

## Partei
Winnefeld gehörte der Deutschen Volkspartei an. Seit 1922 war er Vorsitzender des Reichsarbeiterausschusses der Partei sowie Mitglied des geschäftsführenden Ausschusses der Gesamtpartei.

## Abgeordneter
Winnefeld, der auch Gemeindevertreter in Günnigfeld war, gehörte 1919/20 für die Deutsche Volkspartei der Weimarer Nationalversammlung an. Anschließend war er bis Juli 1932 und erneut von November 1932 bis März 1933 Reichstagsabgeordneter.